# بی‌یرموسا، سیوداد رئال

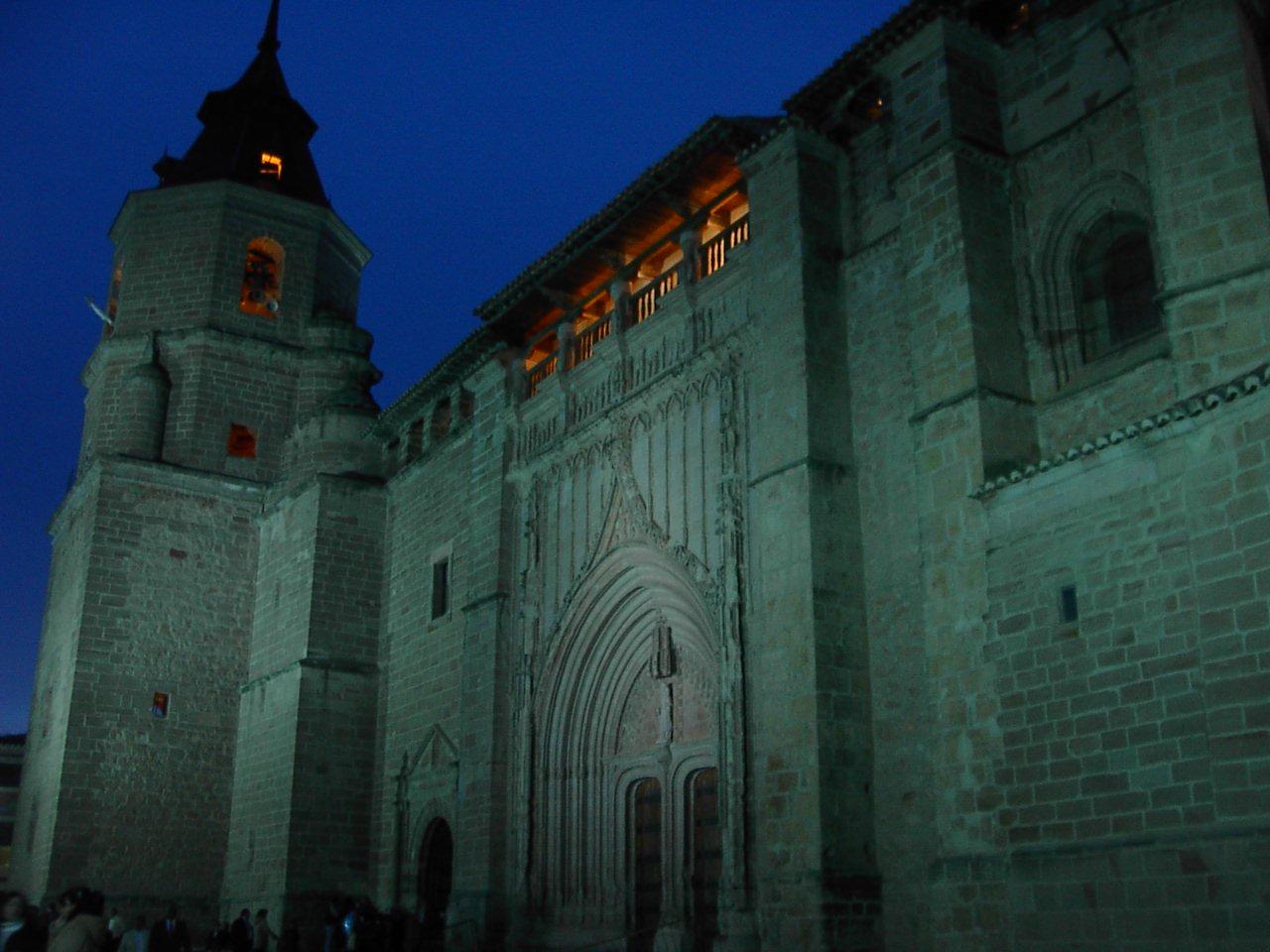
نمایی از کلیسای شهر بی‌یرموسا در استان سیوداد رئال، اسپانیا - ۲۰۰۳

بی‌یرموسا، سیوداد رئال (انگلیسی: Villahermosa, Ciudad Real) یک ناحیهٔ شهری در استان سیوداد رئال در بخش خودمختار کاستیا-لامانچا در کشور اسپانیاست که ۱٬۷۱۸ نفر جمعیت دارد.
مجموعه دریاچه‌های «لاگوناس دِ روئیدِرا» در این حوزهٔ این شهرداری واقع شده‌اند.